# Садилек, Ярослав
Ярослав Садилек (чеш. Jaroslav Sadílek; 28 апреля 1914, Прага, Цислейтания — 6 февраля 1993, Гётеборг) — чехословацкий фигурист, выступавший в одиночном и парном катании; тренер. Участник зимних Олимпийских игр 1936 года.

## Биография
Ярослав Садилек родился 28 апреля 1914 года в австро-венгерском городе Прага (сейчас в Чехии).
В 1936 году вошёл в состав сборной Чехословакии на зимних Олимпийских играх в Гармиш-Партенкирхене. В одиночном катании занял 24-е место, набрав 305,014 балла и уступив 117,828 балла завоевавшему золото Карлу Шеферу из Австрии.
В 1937 году выступал в одиночном катании на чемпионате мира в Лондоне, где занял 11-е место, и на чемпионате Европы в Праге, где стал 9-м.
В 1947 году участвовал в чемпионате Европы в Давосе, где вместе с Эвой Доушовой они заняли 10-е место.
По окончании выступлений стал тренером. Среди его воспитанников — бронзовый призёр зимних Олимпийских игр 1968 года Гана Машкова.
Умер 6 февраля 1993 года в шведском городе Гётеборг. Похоронен на Виноградском кладбище Праги.